# Metotrexato
Metotrexato ou MTX é um antimetabólito e uma droga antifolato usada no tratamento do câncer e doenças autoimunes. Essa droga age inibindo o metabolismo do ácido fólico.

## História
O metotrexato foi originado na década de 1940 quando o Dr. Sidney Farber do Children's Hospital Boston estava testando os efeitos do ácido fólico na leucemia aguda em crianças. Farber pediu para o Dr. Y. SubbaRow, então diretor da Divisão de Pesquisas do Lederle Labs (parte do American Cyanamid), para sintetizar o antifolato (metotrexato). Depois que Row fabricou o antifolato, Farber o administrou a um pequeno grupo de crianças doentes com leucemia. A melhora observada nestes pacientes foi relatada por Farber em 3 de junho de 1948 no NEJM. Em 1950, Dr. Farber fundou em Boston o primeiro centro de pesquisa de câncer do mundo. O metotrexato foi aprovado pela Food and Drug Administration (FDA) como droga oncológica em 1953.

## Uso

### Na quimioterapia
Metotrexato era originalmente usado como parte de combinações na quimioterapia para tratar vários tipos de câncer. Essa droga ainda continua como uma das principais no tratamento de várias neoplasias incluindo a leucemia linfocítica aguda.

### Outros usos
Mais recentemente, ela tem sido usada no tratamento de algumas doenças autoimunes, incluindo espondilite anquilosante, doença de Crohn, psoríase, artrite psoriática, artrite reumatoide e dermatomiosite. O uso paralelo com bloqueadores TNF-α como infliximab ou etanercept tem mostrado melhoras nos sintomas.
Desde o início da década 1970, teve indicação para tratamento de psoríase moderada a grave com excelentes resultados no controle clínico das lesões, sendo utilizado em doses semanais baixas e sem os efeitos tóxicos no fígado. É necessário controle com exames bioquímicos antes e durante o uso. Também é eficaz para alguns casos de artrite psoríasica, segundo consensos internacionais como do GRAPPA.
No manejo clínico da gravidez ectópica íntegra, a droga mais estudada é o MTX. Protocolos para uso do MTX foram inicialmente estabelecidos em 1982 e rapidamente aceitos como primeira linha de tratamento na gravidez ectópica íntegra, em um grupo selecionado de pacientes.
Nos países onde o aborto é permitido, o metotrexato é usado para terminar a gravidez em estágios iniciais, geralmente em combinação com o misoprostol.

## Efeitos colaterais
Efeitos colaterais possíveis são anemia, neutropenia, risco aumentado de equimose, náusea e vômitos, dermatite e diarreia. Uma pequena porcentagem de pacientes desenvolve hepatite e há um risco aumentado de fibrose pulmonar.
A alta dose de metotrexato frequentemente usada na quimioterapia pode causar efeitos tóxicos no desenvolvimento rápido das células da medula óssea e da mucosa gastrointestinal. Como resultado disto, podem aparecer mielossupressão e mucosite que podem ser prevenidas pelo uso de suplementos do ácido fólico.
Metotrexato é um potencial teratogênico, afetando mulheres grávidas. Pacientes grávidas ou lactantes não devem tomar o medicamento, assim como homens que estejam tentando engravidar suas parceiras. Depois do fim do tratamento com a droga, mulheres devem esperar até o fim de um ciclo de ovulação completo e homens devem esperar por 3 meses antes de tentar gerar um filho.
Há risco de efeitos colaterais severos se a penicilina for prescrita junto ao metotrexato.
Ocorreram alguns relatos de reações do sistema nervoso central (SNC) ao metotrexato, especialmente sendo a administração feita por via intratecal, incluindo mielopatias e leucoencefalopatias.